# وهب بن قابوس
وهب بن قابوس المزني (المتوفي سنة 3 هـ) صحابي من قبيلة مزينة، ومن شهداء غزوة أحد.

## إسلامه واستشهاده
أقبل وهب بن قابوس المزني، ومعه ابن أخيه الحارث بن عقبة بن قابوس بغنم لهما من جبل مزينة، فوجدا المدينة خالية، فسألوا الناس، فأخبروهما أن المسلمين يقاتلون قريش عند جبل أحد، فأسلما ولحقا بالنبي محمد، فوجدا المسلمون وقد انتصروا في البداية، فأغاروا مع المسلمين في النهب. وجاءت الخيل من ورائهم خالد بن الوليد وعكرمة بن أبي جهل، فقاتلا أشد القتال. ثم انقسمت فرقة من قريش، فقال النبي محمد: «من لهذه الفرقة؟»، فقال وهب بن قابوس: «أَنَا يا رسول الله»، فقام فرماهم بالنبل حتى انصرفوا، ثمَ رجع. فجاءت فرقة أخرى، فقال النبي محمد: «من لهذه الكتيبة؟»، فقال وهب: «أنا يا رسول الله»، فقام فقاتلهم بالسيف حتى ولوا، ثم رجع. ثم طلعت كتيبة أخرى، فقال النبي محمد: «من يقوم لهؤلاء؟»، فقال وهب: «أنا يا رسول الله»، فقال: «قم وأبشر بالجنة»، فقام المزني مسرورًا يقول: «والله لا أقيل ولا أستقيل»، فقام فجعل يدخل فيهم فيضرب بالسيف حتى يخرج من أقصاهم والنبي محمد والمسلمون ينظرون، والنبي محمد يقول: «اللهم ارحمه»، فما زال كذلك، وهم محدقون به حتى قُتل، فوجد به يومئذٍ عشرون طعنة برمح كلها قد خلصت إلى مقتل، ومثل به يومئذٍ أقبح المثل، ثم قام ابن أخيه الحارث بن عقبة، فقاتل كنحو من قتاله حتى قُتل، فوقف عليهما النبي محمد، وهما مقتولان فقال: «رَضِيَ الله عنك، فَإِنِّي عنك راض».
ثم وضع النبي الْمُزَنيّ فِي لحده عليه بردة لها أعلام حمر، فمد البردة على رأسه فخمره وأدرجه فيها طولًا وبلغت نصف ساقيه، وأمر الصحابة فجمعوا الحرمل فجعلوه على رجليه وهو في اللحد، ثم انصرف النبي محمد، فكان عمر بن الخطاب وسعد بن أبي وقاص يقولان: «فَمَا حال تموت عليها أحب إلينا من أن نلقى الله على حال الْمُزَنيّ.»